# Dans l'océan de la nuit
Dans l'océan de la nuit (titre original : In the Ocean of Night) est un roman de science-fiction de l'auteur américain Gregory Benford paru en 1978. Il constitue le premier volet d'un cycle de romans intitulé Le Centre galactique.
Le roman débute avec la planète mineure Icare qui émet en 1997 une traînée de gaz qui la fait dévier de son orbite. D'après les calculs des scientifiques, cet astéroïde pourrait entrer en collision avec la Terre et détruire une partie du sous-continent indien. En 1999, l'astronaute Nigel Walmsley et son coéquipier Len McAuley ont pour mission de détruire l'astéroïde en y déposant une charge nucléaire. Mais, lorsqu'il s'en approche, Nigel s'aperçoit que, contrairement à ce qui était prévu, il s'agit non pas d'une boule d'eau et de méthane congelés mais d'une sphère parfaite de fer et de nickel. Après avoir atterri avec son module, il décide de partir en exploration et découvre qu'il s'agit d'un vaisseau extraterrestre endommagé et désert.

## Présentation de l'œuvre
Dans l'océan de la nuit est composé de six parties, d'un épilogue, et divisé en quarante-sept chapitres. Le roman raconte la vie et les expériences d'un astronaute, Nigel Wamsley, sur une période de vingt ans, entre 1999 et 2019. Chaque partie du roman est consacrée à une période différente de la vie du personnage principal, dans l'ordre chronologique des événements.
Le roman se classe dans le sous-genre de la hard science-fiction par l'attention portée par l'auteur à la vraisemblance de toutes les données techniques utilisées dans le récit. Gregory Benford est en effet, aux côtés d'auteurs tels que Greg Bear ou Robert Forward, l'un des plus importants représentants de ce courant particulier du genre qui soumet la science-fiction à la rigueur de la science.

## Résumé

### Univers du roman
L'univers du roman n'est pas thématisé en tant que tel, mais plutôt peint par petites touches, parfois tout juste suggéré par quelques détails romanesques livrés au fil de l'intrigue.
XXIe siècle, les États-Unis ont une économie en faillite, la compagnie American Airlines est en passe d'être rachetée par une compagnie brésilienne, le pétrole est quasiment épuisé, l'eau s'est drastiquement raréfiée. Les habitants doivent payer les chasse-d'eau à l'unité. La nourriture est en grande partie synthétique. Personne ne possède plus de véhicule individuel, sauf les gens fortunés. Tout le monde se déplace en bus collectif. Le carburant le plus répandu est l'alcool-carburant produit au Brésil. La pollution a atteint des niveaux record très dangereux pour la santé humaine. Des sociétés privées proposent d'intervenir sur le patrimoine génétique des nouveau-nés. Les États-Unis renforcent leur protectionnisme économique pour éviter l'effondrement de leur économie moribonde. Les pays émergents sont le Brésil, la Chine, l'Australie. La précarité économique a redonné de l'élan au mysticisme et le XXIe voit naître un nouveau mouvement syncrétique, les Nouveaux Enfants. Un grand projet international travaille à la construction de deux villes spatiales cylindriques. Les gens ne regardent plus la TV, mais la Tri-D. Une chasse-d'eau coûte 35 cts. Le Brésil met en place un grand projet où les gens peuvent louer leur cerveau pour étendre la capacité de calcul des ordinateurs. Des chimpanzés génétiquement modifiés font les travaux de viabilisation. art contemporain : icebergs sculptés au laser et sculpture de nuages. Projet gouvernemental d'altération de l'ADN pour les bébés éprouvettes. étiolement de la végétation au Pakistan, raréfaction dramatique de l'eau en Europe.

### Personnages principaux
- Nikka Amajhi, astronaute en fonction sur la base lunaire Hipparque ;
- Alexandra Ascencio, petite amie de Nigel Walmsley, atteinte d'une maladie grave, le Lupus érythémateux ;
- Evers, président du Commex, la « Commission mixte exécutive » chargée du problème du vaisseau alien en 2014, conseiller du Président des États-Unis ;
- Dave Fowles, responsable de la première mission spatiale de 1999, depuis le centre de la NASA à Houston ;
- Jacques Fresnel, Français qui fait des études de sociologie sur les Nouveaux Enfants aux États-Unis ;
- Peter Graves, milliardaire passionné par les mystères ;
- docteur Hufman, médecin traitant d'Alexandra ;
- M. Ichino, ingénieur d'origine japonaise, cryptologue, ami de Nigel Walmsley ;
- M. Kardensky, biologiste à qui Nigel envoie ses données depuis la base lunaire ;
- Kevin Lubkin, coordinateur de mission au Jet Propulsion Laboratory ;
- Len McAuley, coéquipier de Nigel Walmsley lors de la mission de 1999 ;
- Sanges, ingénieur en mission sur la Lune, membre des Nouveaux Enfants ;
- M. Valiera, responsable de la mission d'exploration de l'épave spatiale sur la Lune ;
- Nigel Walmsley, brillant astronaute d'origine britannique installé aux États-Unis ;
- John Williams, cryptologue, adjoint d'Ichino pour les transferts des données aux intelligences artificielles extra-terrestres ;

### Chronologie des événements
- Première partie, 1999. La planète mineure Icare émet en 1997 une traînée de gaz qui la fait dévier de son orbite. D'après les calculs des scientifiques, cet astéroïde pourrait entrer en collision avec la Terre et détruire une partie du sous-continent indien. En 1999, l'astronaute Nigel Walmsley, accompagné de son coéquipier Len McAuley, a pour mission de détruire l'astéroïde en y déposant une charge nucléaire. Mais lorsqu'il s'en approche, Nigel découvre qu'il s'agit d'une sphère parfaite de nickel et de fer et non pas d'une boule d'eau et de méthane congelés, comme il s'y attendait. En descendant avec son module pour déposer la charge nucléaire, il décide de sortir en exploration et découvre qu'il s'agit en fait d'un vaisseau extra-terrestre endommagé. Nigel engage alors un vif débat avec Dave Fowles, le responsable de la mission, afin de trouver la meilleure solution pour conserver intact cette toute première preuve d'une vie extra-terrestre. Nigel propose de repousser l'explosion d'une semaine, le temps de rapporter des artefacts divers et d'explorer l'astronef alien. Dave Fowles rappelle à l'astronaute les dangers impliqués par ce retard et la menace qui pèse sur la population terrienne. Entêté et solitaire, Nigel coupe la communication avec Houston et se met à explorer l'astronef pendant une semaine avant de le faire sauter. Malgré les artefacts rapportés par Nigel, la presse américaine se déchaîne alors contre l'astronaute qui a fait prendre un risque considérable à la population terrienne en trangressant ses ordres. Le Congrès américain demande des peines de prison exemplaires contre les deux astronautes, mais la NASA réussit finalement à apaiser les tensions politiques et Nigel est muté à Pasadena, au J.P.L. (Jet Propulsion Laboratory).

- Deuxième partie, 2014.  Nigel vit à Pasadena avec Alexandra Ascencio et ils forment une « communion élargie » avec Shirley, une psychologue. Lorsque Nigel arrive sur son lieu de travail, son chef de service, Kevin Lubkin, lui apprend que le moniteur-J en orbite autour de la planète Jupiter reçoit un écho radio de toutes ses transmissions. Pendant ce temps, un vaisseau extra-terrestre commandé par plusieurs intelligences artificielles explore le système solaire à la recherche de nouvelles civilisations. Persuadé que l'écho radio provient d'une source externe et non d'un dysfonctionnement du satellite artificiel, Nigel met en place un réseau de surveillance de l'espace autour du satellite après avoir calculé l'origine hypothétique de la réverbération radio. Nigel est ensuite appelé au téléphone par le docteur Hufman : son amie Alexandra est atteinte d'une maladie incurable due à la pollution. Quelque temps plus tard, Nigel obtient enfin une photographie de la source des échos radio : un vaisseau spatial qui laisse la trace du rayonnement de sa torche à fusion thermonucléaire. Nigel est alors persuadé de pouvoir entrer en contact avec cette intelligence extra-terrestre et investit désormais tout son temps dans le calcul de la trajectoire probable de l'engin spatial. Pendant ce temps, l'état de santé d'Alexandra se dégrade et Nigel prend peu à peu conscience de l'épouvantable réalité de sa maladie. Au J.P.L., Nigel apprend que la présence du vaisseau dans le système solaire doit être tenue secrète et que l'astronef extra-terrestre serait détruit s'il venait à s'approcher de la Terre. Nigel ne comprend pas la réaction purement défensive et militaire du gouvernement. À la suite de l'évolution de la maladie, le docteur Hufman implante à Alexandra un système électronique relié directement à son système nerveux afin de prévenir toute hémorragie cérébrale. Nigel se voit également implanter un transducteur acoustique dans l'oreille, directement relié à celui d'Alexandra. Nigel et Alexandra se rendent ensuite à la soirée organisée par Kevin Lubkin. Nigel y fait la connaissance de l'ingénieur d'origine japonaise, M. Ichino et du sociologue français, Jacques Fresnel avec lequel il a une altercation. Quelques jours plus tard, Nigel et Alexandra partent en voyage et font le tour du monde. À Kyoto, Alexandra est victime d'une hémorragie cérébrale et Nigel rentre avec elle en Californie. Alors que le J.P.L. est prêt à entrer en contact radio avec l'engin extra-terrestre, Nigel entre dans le message envoyé au vaisseau un code de transmission directement relié à son implant acoustique. Lorsque la réponse du vaisseau arrive, Nigel s'évanouit sous l'effet d'une décharge dans son implant. Au même moment, Alexandra, pourtant morte cliniquement, se réveille, persuadée d'avoir été contactée par l'Immanence révérée par la nouvelle religion des Nouveaux Enfants. Le docteur Hufman lui révèle qu'Alexandra est maintenue en vie par une source qui pénètre en elle par son implant cérébral. Elle est alors emmenée sur une chaise roulante par les adeptes de la secte et révérée comme une sainte, elle fait la une des journaux et de la presse audio-visuelle.

- Troisième partie, 2014. Nigel Walmsley est guidé dans le désert mexicain par une volonté extérieure à la sienne, une volonté qui lui vient du vaisseau extra-terrestre par son transducteur acoustique. L'intelligence artificielle alien découvre la Terre par ses yeux, alors qu'Alexandra est morte.

- Quatrième partie, 2015. Le contact avec l'intelligence artificielle du vaisseau extra-terrestre a été maintenu et l'intelligence alien demande aux hommes de lui fournir des informations sur leur civilisation. Ce sont les cryptologues Ichino et John Williams qui sont chargés de superviser les transferts de données. C'est ainsi que sont transmises au vaisseau alien des formules mathématiques, des récits de légendes, de la poésie, des numérisations de tableaux d'artistes célèbres, à l'exclusion de toute donnée scientifique et stratégique. Mais lorsque le vaisseau annonce qu'il souhaite se rapprocher de la Terre, le Commex dirigé par Evers met en place une stratégie pour éviter que l'astronef ne s'approche de la planète et lui propose une orbite lunaire. Ichino, qui assiste à la réunion de crise, comprend alors que la Commission a prévu depuis longtemps de détruire le vaisseau avec une charge nucléaire et quitte la salle écœuré, prêt à démissionner. Ichino retrouve alors Nigel qui le convainc de poursuivre ses travaux, alors que lui-même souhaite s'inscrire parmi les astronautes candidats à la mission d'approche du vaisseau alien. Après une longue conversation avec M. Evers, Nigel reçoit l'aval de son supérieur pour participer à la mission de contact avec le vaisseau alien et s'envole quelque temps plus tard pour la base lunaire d'Hipparque. L'Intelligence artificielle du vaisseau entre en contact avec Nigel et lui explique avoir été construite par d'autres machines qui peuplent désormais la galaxie après l'extinction de leurs créateurs. Elle admire le rire des humains qui leur permet pendant quelques secondes d'échapper au temps et convainc Nigel que la condition de mortel est le véritable piment de l'existence. Lorsqu'Evers lui ordonne enfin de larguer la charge nucléaire, Nigel refuse, mais Houston reprend les commandes à distance et largue la bombe. L'IA extra-terrestre dit à Nigel qu'elle ne peut pas arrêter la charge nucléaire, car elle le détruirait dans le même temps. Le vaisseau quitte alors rapidement l'orbite lunaire pour rejoindre le fin fond de la galaxie.

- Cinquième partie, 2018. Sur la lune, lors d'une mission d'exploration, le module de Nikka Amajhi, une jeune astronaute japonaise, subit une avarie d'origine inconnue et doit se poser en catastrophe sur la Mare Marginis loin de la base Hipparque. Pendant ce temps, sur Terre, la religion des Nouveaux Enfants a pris de plus en plus d'importance au niveau politique, interprétant la résurrection d'Alexandra comme un miracle et la venue du vaisseau extra-terrestre comme un signe de la transcendance. Pendant ces trois années, Nigel et Ichino n'ont jamais perdu l'espoir de reprendre contact avec le vaisseau de 2015, mais leurs efforts restèrent vains. Mais cette année-là, à Wasco dans l'Oregon, une explosion nucléaire secoue l'Amérique. Sur la lune, Nikka découvre sur le lieu du crash une sphère à demi-enfoncée dans le sol lunaire, protégée par un fort champ magnétique, qui semble défendre son périmètre aérien. Nikka communique alors ses observations à la base. Sur Terre, Nigel rencontre Ichino et tous deux évoquent le passé et l'avenir. Nigel, qui vient d'être recruté pour participer à la mission d'exploration de la sphère extra-terrestre échouée sur la Lune, convainc Ichino de mener une enquête sur l'explosion nucléaire mystérieuse de Wasco, car il est persuadé que les deux faits sont liés. Ichino accepte de passer quelques mois de recherche dans les forêts du Nord de l'Oregon, tandis que Nigel s'envole pour la Lune.

- Sixième partie, 2018. Sur la Lune, Nigel Walmsley fait équipe avec Nikka Amajhi pour exploiter les données informatiques contenues dans les immenses mémoires informatiques du vaisseau extra-terrestre échoué à Mare Marginis. Tandis que Nikka se faufile dans les étrois boyaux de communication des salles du vaisseau, Nigel enregistre les données depuis son bureau à la base. Pendant ce temps, Ichino s'installe dans un cabanon en pleine forêt à deux cents kilomètres du site de l'explosion de Wasco. Quelques jours après son arrivée, M. Ichino recueille un homme grièvement blessé, Peter Graves, au côté et le soigne. Sur la Lune, Nigel et Nikka visionnent des centaines de données graphiques, n'ayant pas réussi à déchiffrer le langage de l'intelligence alien. Les graphiques montrent des formes géométriques, des modélisations de molécules et quelques images de créatures d'autres planètes. Mais les données qu'envoient Nigel à la Terre sont en partie perdues et l'astronaute soupçonne peu à peu Sanges, l'adepte des Nouveaux Enfants, de saboter les transmissions pour des raisons religieuses et politiques, refusant l'idée qu'il existe dans l'univers des intelligences supérieures à celle de l'homme. Nigel apprend à ce propos que la mission a été en grande partie financée par la secte. Dans la forêt de l'Oregon, Ichino étudie les documents qu'il a trouvé dans le sac à dos de Peter Graves et y découvre que l'ancien homme d'affaires a effectué des recherches personnelles pour éclaircir le mystère de l'explosion de Wasco et trouvé un lien avec les Big Foot, ces grands hominidés légendaires que les Indiens d'Amérique appelaient déjà les Sasquatch. Ichino découvre également dans les affaires du milliardaire un objet tubulaire d'origine inconnue. Au même moment, sur la Lune, Nigel découvre dans les données du vaisseau alien un photographie qu'il pense avoir été prise sur la Terre : un grand singe accompagné d'un être extra-terrestre dans une grande forêt. Mais Nigel apprend que la Fondation Nationale des Sciences a pris la décision de ne rien révéler au public, de peur des répercussions émotionnelles sur la population. Après avoir découvert la molécule de la physostigmine dans la base de données alien, Nigel Walmsley est convaincu qu'une race extra-terrestre est intervenue sur le patrimoine génétique de l'homme primitif et lui a inculqué la vie en communauté, l'élevage, bref lui a inoculé le gène de la créativité. Et le vaisseau échoué sur la Lune aurait été placé là par ces mêmes intelligences aliens pour défendre la Terre d'une éventuelle attaque galactique. Sur Terre, Peter Graves s'est enfin réveillé et raconte son histoire à Ichino. Avec son guide, ils ont surpris un groupe de Big Foot en train d'adorer un objet conique. Ils sont intervenus pour saisir l'objet, mais le guide fut tué et l'homme d'affaires grièvement blessé par l'artefact manipulé par un grand mâle. L'homme d'affaires réussit cependant à le voler et à s'enfuir. Ichino fait alors l'hypothèse que les Big Foot vivent dans un labyrinthe souterrain et fortifié construit par les extra-terrestres à l'origine de l'artefact. Quelque temps plus tard, devant le cabanon, des Big Foot se sont regroupés et attendent. Ichino sort à leur rencontre et leur rend l'artefact afin de les laisser vivre leur vie mystérieuse dans la forêt de l'Oregon. Pendant ce temps, Nigel et Nikka transmettent leur données à la Terre en court-circuitant le système surveillé par les Nouveaux Enfants, mais sont finalement surpris par Sanges.

- Epilogue, 2019. Nigel, Nikka et Ichino se retrouvent dans le cabanon de l'Oregon. Nigel expose sa vision des choses. Les extra-terrestres, originaires de la constellation d'Aquila, sont venus sur Terre pour transmettre quelque chose de leur civilisation. Les intermédiaires entre les extra-terrestres et les hommes furent les Big Foot. Ils auraient créé une fortification nucléaire sur Terre pour pallier l'attaque d'une faction ennemie. Bientôt, un hélicoptère approche avec à son bord Peter Graves et un acolyte. Ils conduisent les trois scientifiques dans la forêt sous la menace d'une arme. Graves demande à Ichino de lui rendre l'artefact qu'il lui a volé, mais Ichino lui explique qu'il ne l'a plus. Alors que les choses s'enveniment, les Big Foot reviennent avec leur artefact et détruisent l'appareil et les deux malfaiteurs.

## Commentaires

### Un héros seul face au système
Le héros de Gregory Benford est un homme profondément rebelle, opiniâtrement anti-religieux et anti-clérical, défendant la science contre toutes les mystifications, mais qui sait également fort bien mettre à profit toutes les possibilités de manipulations que lui offre un système administratif et politique aussi complexe et sensible que celui de la NASA. C'est le type même du héros solitaire et justicier qui n'a jamais oublié son rêve d'enfant : entrer un jour en contact avec une intelligence extra-terrestre. Dans un contraste saisissant, l'auteur force le trait en décrivant le milieu politique de son roman comme fondamentalement inquiet et belliqueux, voyant des dangers pour l'humanité là où le héros ne perçoit que les promesses d'une vie meilleure et ne sachant utiliser que le langage des armes nucléaires. Gregory Benford reprend le thème usuel du chevalier super-héros qui se bat en solitaire contre le monstre moderne de l'administration et de la politique américaines.

### Thèmes abordés
Les thèmes abordés par Gregory Benford au cours du roman sont variés :
- exploitation du thème du « chaînon manquant » dans l'évolution de l'homme (Comment les hommes sont-ils passés de l'état sauvage à l'organisation sociale ? Comment ont-ils finalement maîtrisé le feu ?) ;
- thème de la condition de mortel comme véritable piment de l'existence ;
- manipulations et censures diverses exercées par la religion sur les décisions politiques d'une nation ;
- besoin pour la population de retisser des liens communautaires et spirituels lorsque l'économie s'effondre ;
- évocation du mal être et du traumatisme de Buzz Aldrin après son séjour sur la Lune ;
- théorie des jeux et algorithme MinMax utilisés par les stratèges militaires ;
- différence d'attitude et de culture entre Américains et Britanniques (le personnage de Nigel Walmsley est Britannique) ;
- religion qui refuse l'idée de l'intervention d'une race extra-terrestre sur le développement de l'humanité ;
- rôle potentiel joué par les Big Foot dans l'histoire de l'humanité ;
- présentation du football américain comme un atavisme archaïque : un souvenir socialisé de scènes de chasse primitives.

## Éditions françaises
Éditions en deux volumes :
- Gregory Benford, Dans l'océan de la nuit, Tome 1, traduit de l'américain par William Olivier Desmond, Denoël, Coll. « Présence du futur », no 392, 1985 ;
- Gregory Benford, Dans l'océan de la nuit, Tome 2, traduit de l'américain par William Olivier Desmond, Denoël, Coll. « Présence du futur », no 393, 1985 ;

Éditions en un volume :
- Gregory Benford, Dans l'océan de la nuit, traduit de l'américain par William Olivier Desmond, Denoël, Coll. « Lunes d'encre », 2001 ;
- Gregory Benford, Dans l'océan de la nuit, traduit de l'américain par William Olivier Desmond, Librairie Générale Française, coll. « Le Livre de poche », no 7245, 2002.